# 光登伯效应
光登伯效应（英语：photo-Dember effect)，半导体受飞秒激光激发后，发出带电的电磁輻射，这是由于极快电子-空穴对在很强载流子梯度而造成的。同时，由于电子和空穴的迁移率不同，破坏了表面的对称性，半导体表面附近形成垂直表面的电偶极矩（正极在下，负极在上）。这种效应，称为光登伯效应。它是美国物理学家亨利·登伯于1931年发现的。
光登伯效应的主要应用之一是用来产生太赫兹脉冲輻射或太赫兹时间范畴谱仪。大多数半导体都具有光登伯效应，但在狭带隙半导体，如InAs 和InSb ，它们具有较高的电子迁移率，而光登伯效应较强。
近来已有人能做出与激化面平行的极化面光登伯效应。